# کرانچ (بازی ویدئویی)
در صنعت بازی‌های ویدئویی، به اضافه کاری اجباری در طول توسعه بازی کرانچ (به انگلیسی: Crunch) گفته می‌شود. کرانچ در این صنعت رایج است و که به هفته‌های کاری ۶۵ تا ۸۰ ساعته برای دوره‌های زمانی طولانی منجر شود و اغلب بیش از ساعات کاری عادی است. معمولاً از کرانچ به عنوان راهی برای کاهش هزینه‌های توسعه بازی استفاده می‌شود که منجر به اثرات منفی بر سلامتی توسعه‌دهندگان و کاهش کیفیت کار آنها و همچنین بیرون راندن افراد از صنعت به‌طور موقت یا دائم می‌شود.. منتقدان معتقد هستند که کرانچ در صنعت بازی سازی عادی شده و اثرات مخربی برای همه افراد درگیر دارد. نبود اتحاد از سوی توسعه دهندگان بازی اغلب به عنوان دلیل وجود این بحران مطرح شده و سازمان‌هایی مانند Game Workers Unite با وادار کردن استودیوها به احترام به حقوق کارگری توسعه‌دهندگان، هدفشان مبارزه با کرانچ است.
همچنین اصطلاح کرانچ توسط روزنامه نگاران برای توصیف اضافه کاری در سایر صنایع سرگرمی مانند پویانمایی و جلوه‌های بصری نیز استفاده شده‌است.